# Kenneth Loch
Kenneth Morley Loch, KCIE, CB, MC (* 19. September 1890; † 9. Januar 1961) war ein britischer Generalleutnant der British Army, der unter anderem zuletzt zwischen 1943 und 1944 Deputy Master-General of Ordnance, dann bis 1947 Master-General of Ordnance der Britisch-Indischen Armee war.

## Leben

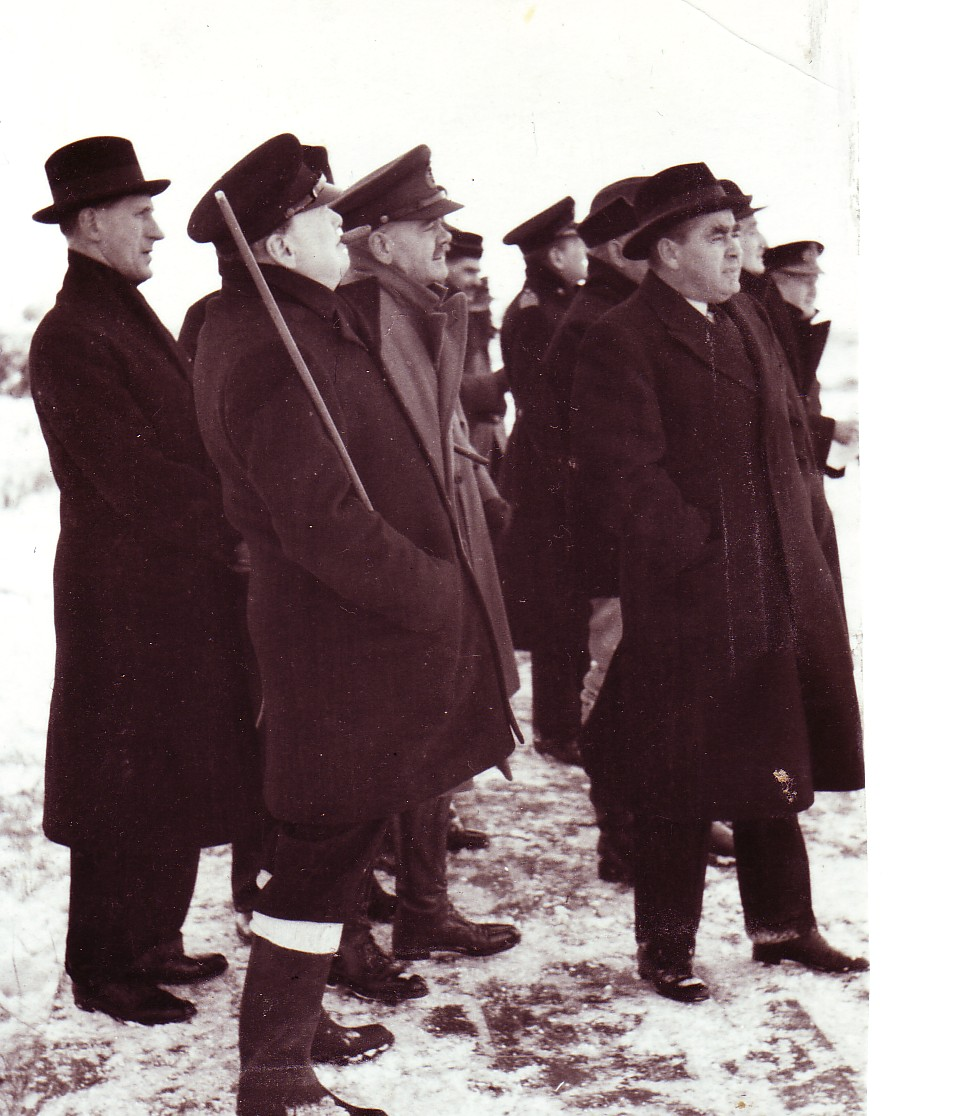
Generalmajor Kenneth Morley (Bildmitte in heller Uniform) mit Premierminister Winston Churchill (zweiter von links) bei einer Flugabwehrübung (1941)

Kenneth Morley Loch, Sohn von Oberstleutnant William Loch und dessen Ehefrau Edith Mary Gibbs, absolvierte nach dem Besuch des Wellington College eine Offiziersausbildung am Royal Military Academy Woolwich.  Für seine militärischen Verdienste im Ersten Weltkrieg in der Schlacht an der Marne (5. bis 12. September 1914) sowie der darauf folgenden Schlacht an der Aisne (12. bis 20. September 1914) und später im Gebirgskrieg an der Italienfront wurde er im Kriegsbericht erwähnt (Mentioned in dispatches) sowie mit dem Military Cross (MC) ausgezeichnet. Nach dem Besuch des Staff College Camberley von 1923 bis 1924 fand er zahlreiche Verwendungen als Offizier und Stabsoffizier. Er wurde zwischen 1936 und 1938 zur Royal Air Force (RAF) abgeordnet und war in dieser Zeit Erster Generalstabsoffizier im Luftangriffskommando (Fighter Command RAF) sowie anschließend vom 25. November 1938 bis 1941 Leiter der Abteilung Flugabwehr und Küstenverteidigung im Kriegsministerium (Director of Anti-Aircraft & Coast Defence, War Office). In dieser Verwendung wurde er zu Beginn des Zweiten Weltkrieges am 25. November 1939 kommissarischer Generalmajor (Acting Major-General) und erhielt ein Jahr später am 25. November 1940 den vorübergehenden Rang eines Generalmajor (Temporary Major-General).
Generalmajor Loch befand sich zwischen 1941 und 1944 in einer Sonderverwendung und wurde 1942 Companion des CB. Anschließend fungierte er vom 3. Mai 1943 als Deputy Master-General of Ordnance, dann ab dem 29. April 1944 als Master-General of Ordnance, bis zur Unabhängigkeit Indiens am 15. August 1947  im Hauptquartier der Britisch-Indischen Armee (Army Headquarters India). Er war damit für Artillerie, Ingenieurtruppen, Festungsanlagen, militärischen Bedarf, Transportwesen und Feldkrankenhäuser in Britisch-Indien zuständig. In dieser Verwendung wurde ihm am 29. Mai 1945 der vorübergehenden Rang eines Generalleutnant (Temporary Lieutenant-General) verliehen. Am 13. Juni 1946 wurde er zum Knight Commander des Order of the Indian Empire (KCIE) geschlagen und führte seither den Namenszusatz „Sir“. 1947 trat er in den Ruhestand.